# Jardin Shamrock
Le jardin Shamrock est un jardin à l'anglaise situé à Varengeville-sur-Mer, en Normandie.
Labellisé « jardin remarquable », il abrite la plus importante collection d'hydrangéas (dont les variétés cultivées sont connues sous le nom d'hortensias) au monde, avec 1 500 variétés réparties sur 2 hectares.

## Histoire
Les collections du jardin Shamrock sont constituées d'hydrangéas réunis depuis 1984 par sa fondatrice Corinne Mallet (dont l'époux Robert Mallet est le petit-fils de Guillaume Mallet, créateur du parc du Bois des Moutiers). Outre des hortensias obtenus par les horticulteurs occidentaux depuis le XIXe siècle, elles comprennent aussi des variétés asiatiques, et notamment japonaises, recueillies par Corinne Mallet au cours de cinq voyages entre 1992 et 2000.
Le jardin ouvre au public en 1993. Régulièrement agrandi, il est déplacé quatre fois pour finalement s'installer à proximité du manoir d'Ango durant l'hiver 2000-2001. En 1999, ses collections sont labellisées « collection nationale » par le Conservatoire des collections végétales spécialisées (CCVS). Le label « jardin remarquable » suit en 2015.
Depuis 1994, le jardin est soutenu par l'association des « Amis de la collection d'hydrangéas Shamrock », qui compte 240 membres dont un tiers à l'étranger et 150 membres cotisants.

## Organisation
Le jardin est constitué de deux parties,. La première partie, divisée en « jardin des paulownias » et « jardin céleste » (ce dernier étant réservé aux espèces les plus grandes), est constituée de plates-bandes aménagées en dédale et agrémentée de nombreux bancs. Elle présente les hortensias et hydrangéas obtenus aux XIXe et XXe siècles, classés par obtenteurs et par régions du monde. On y rencontre entre autres des spécimens d'Hydrangea macrophylla, Hydrangea serrata (en), Hydrangea ×serratophylla, Hydrangea quercifolia, Hydrangea heteromalla, Hydrangea scandens (en) ou encore Hydrangea involucrata, à l'ombre de plus de 300 paulownias et buddléias plantés en 2001. La seconde partie, le « bois du dragon vert », est une zone arborée présentant les hydrangéas des sous-bois asiatiques, et notamment les Hydrangea serrata (en) des montagnes japonaises.